# Ophiodes luciae
Espèce
Ophiodes luciae est une espèce de sauriens de la famille des Diploglossidae.

## Répartition
Cette espèce est endémique du département de Presidente Hayes au Paraguay.

## Étymologie
Cette espèce est nommée en l'honneur d'Aida Luz Aquino.

## Publication originale
- Cacciali & Scott, 2015 : Key to the Ophiodes (Squamata: Sauria: Diploglossidae) of Paraguay with the description of a new species. Zootaxa, no 3980 (1), p. 42–50.